# Рис ап Артвайл
Рис ап Артвайл (валл. Rhys ap Arthfael; 795 или 805 — 856) — король Гливисинга (825—856). Упоминается в en:Genealogies from Jesus College MS 20 как отец Хивела, а позже и в других родословных генеалогиях.

## Биография
Рис был сыном Артвайла и Браустуды верх Глоуд, которая была двоюродной сестрой Фернфаела, правителя Биэллта, у которого не осталось наследников. Между 815 и 825 годами, произошла битва его отца Артфаела, в которой Меуриг возможно участвовал, с англосаксами возле церкви в Роате, около современного Кардиффа, в которой англосаксы были побеждены, а Артфаел погиб. Тогда то Рис и стал править Гливисингом.
Согласно Гвентианской Хронике, в 831 году, саксы Мерсии пришли ночью и сожгли монастырь в Сенгениде, который стоял на том месте, на котором теперь стоит замок. Оттуда они двинулись к замку Треода (находится рядом с Бирчгроув) и сожгли его, после чего ушли за Северн, с большим количеством украденного имущества. После чего был мир между Гвентом и Гламорганом, с одной стороны и Мерсией, с другой стороны.
Его родственник в 848 году, согласно «Анналам Камбрии», Ител, был убит в битве при Финнанте Брихейниогцами, с Элиседом во главе. Это вызвало в дальнейшем вражду по отношению к Брихейниогу, со стороны сына Риса — Хивела. А в следующем году, согласно тем же Анналам, был убит саксами, его сын(или брат), Меуриг. Ему наследовал младший сын Артвайла, Меуриг, так два брата стали править в одно время в двух государствах Гливисингом и Гвентом.
В 856 году он умер, и правителем Гливисинга стал, его сын, Хивел. Его еще один сын, Артвайл, также как и отец Риса, упоминается прозвищем Старым и правителем семи кантревов Гвента, в Гвентианской Хронике, по поводу его смерти в 895 году на 120 году жизни.
Хивел установил в Лланиллтуд Фавре монумент с диском и надписью: «Во имя Отца и Сына и Святого Духа Хивел воздвиг этот крест за упокой души Риса, его отца».